# ديدان عليا
ديدان عليا هي قرية في مقاطعة أرومية، إيران. يقدر عدد سكانها بـ 177 نسمة بحسب إحصاء 2016.